# Carte de visite (film)
Pour plus de détails, voir Fiche technique et Distribution.
Carte de visite est un film français réalisé par Michel Sumpf et sorti en 2019.

## Fiche technique
- Titre : Carte de visite
- Réalisation : Michel Sumpf
- Photographie : Claire Mathon, Antoine Sanier, Christophe Beaucarne, Hugues Gemignani et Eden Lagaly -Faynot
- Son : Olivier Mauvezin, Henri Maikoff, Marc Parazon et Thierry Delor
- Musique : Henri Sauguet et Robert Caby
- Montage : Sylvie Lager et Lucie Brux
- Production : Le Géographe manuel
- Pays :  France
- Durée : 140 minutes
- Date de sortie : France - 12 juillet 2019

## Distribution
- Jean-François Balmer
- Matthieu de Laubier
- Maxence Tual
- Maud Gnidzaz
- Philippe Bellet
- Héloïse Koempgen-Bramy
- Olivier Dejean
- Charlotte Schumann
- Jean-François Rouchon
- Virgile Ancely
- Paul-Alexandre Dubois
- Ronan Meyblum
- Jean-Jacques David
- Artavazd Sargsyan
- Maciej Kotlarski
- Jean Fischer
- Nicolas Certenais
- Aliénor Feix
- Patrick Boucher
- Maud Wyler

## Sélection
- 2019 : Festival international de cinéma de Marseille (sélection officielle)[1]